# Jekaterina Rozenberg
Jekaterina Rozenberg, född Noskova den 23 januari 1980, Sovjetunionen, är en rysk före detta friidrottare som under början av 2000-talet tävlade i medeldistanslöpning.
Rozenbergs första internationella mästerskap var inomhus-VM 2003 då hon blev bronsmedaljör på 1 500 meter med tiden 4.02,80. Senare samma år deltog hon vid VM i Paris där hon slutade på en fjärde plats på samma distans, denna gång på tiden 4.00,59. Hon avslutade året med att bli åtta vid IAAF World Athletics Final 2003 i Monaco.

## Personliga rekord
- 800 meter - 1.59,98
- 1 500 meter - 4.00,07